# Josef Marmon
Josef Marmon (* 4. März 1820 in Haigerloch; † 11. November 1885 in Freiburg im Breisgau) war ein deutscher katholischer Geistlicher und Domkapitular in Freiburg.
Josef Marmon war der Sohn des Schneidermeisters Sebastian Marmon (1790–1872) und dessen Frau Kleopha Müller, sein jüngerer Bruder war der Bildhauer Franz Xaver Marmon (1832–1878). Nach dem Besuch der Gymnasien in Rottweil und Sigmaringen und dem Studium in Tübingen und Freiburg besuchte er 1843/44 das Priesterseminar in St. Peter und erhielt am 31. August 1844 die Priesterweihe. Er wurde Vikar und Kaplan in Veringendorf und 1853 Pfarrer in Empfingen. 1856 wurde er an das Erzbischöfliche Ordinariat in Freiburg berufen, wo er bis zu seinem Tode als Referent für die hohenzollernschen Teile des Erzbistums Freiburg zuständig war. 1865 wurde er Domkapitular und zugleich bis 1872 Münsterpfarrer am Freiburger Münster.

## Schriften
- Unserer lieben Frauen Münster zu Freiburg im Breisgau. Herder, Freiburg 1878 (Digitalisat).
  - englisch: Berta Bulkeley Jones, Harriettee Blakeley: An account of the minister of Freiburg in Baden, partly adapted from the German of the late very Rev. Canon Marmon. Herder, Freiburg 1886.
- Ansprache bei der Weihe des Grundsteines der Mutterhaus-Kapelle in Freiburg am 30. Mai 1880. Freiburg 1880.
- Kurze Kanzelvorträge auf die Sonn- und Festtage des Jahres nebst Gelegenheitsreden. 2 Bände. Manz, Regensburg 1886.